# غيردا يوهانسون
غيردا يوهانسون (بالسويدية: Gerda Johansson)‏ هي غطاسة سويدية، ولدت في 14 مارس 1891 في Adolf Fredriks parish ‏ في السويد، وتوفيت في 10 أبريل 1965 في Hässelby ‏ في السويد.

## وصلات خارجية
- غيردا يوهانسون على موقع أوليمبيديا (الإنجليزية)
- غيردا يوهانسون على موقع اللجنة الأولمبية السويدية (السويدية)